# Демократическая партия Косова

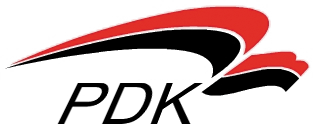
Старый логотип Демократической партии Косова

Неофициальный флаг Демократической партии Косова

Демократическая партия Косова (алб. Partia Demokratike e Kosovës, серб. Демократска странка Косова) — политическая партия в Республике Косово.
Партия была основана 14 мая 1999 года как политическое крыло военизированной организации UÇK (Армия освобождения Косова) и изначально называлась Партией за демократический прогресс Косова (алб. Partia për Progres Demokratik e Kosovës). На парламентских выборах 2004 года партия получила 28,9 % голосов избирателей и 30 из 120 мест в парламенте, на выборах 2007 года — 34,3 % и 37 мест (отмечается, что удачное для ДПК выступление на выборах 2007 года было связано со смертью влиятельного лидера Демократической лиги Косова Ибрагима Руговы в январе 2006 года). ДПК оказалась победителем на муниципальных выборах 2009 года.
Член партии Байрам Реджепи в 2002—2004 годах был премьер-министром Косова. В мае 2005 года ДПК сформировала теневое правительство из 13 министров, альтернативное легальному правительству Байрама Косуми. С 2008 года премьер-министром провозгласившей независимость страны был лидер партии Хашим Тачи, однако 2 ноября 2010 года ему был вынесен вотум недоверия. Это произошло в обстановке затяжного политического кризиса в частично признанном государстве и после раскола правящей коалиции ДПК с Демократической лигой Косова Фатмира Сейдиу. С 27 сентября 2010 года по 22 февраля 2011 года временным президентом Республики Косово являлся представитель партии Якуп Красничи.
На парламентских выборах 2010 года партия получила 224 339 (32,11 %) голосов и 34 места.
На парламентских выборах 2014 года партия получила 222 181 (30,38 %) голосов и 37 мест.
На парламентских выборах 2017 года партия получила 23 места в Парламенте.
На парламентских выборах 2019 года партия получила 178 637 (21,23 %) голосов и 24 места.
На парламентских выборах 2021 года партия получила 148 296 (16,90 %) голосов и 19 мест.